# Linea Chikuhi

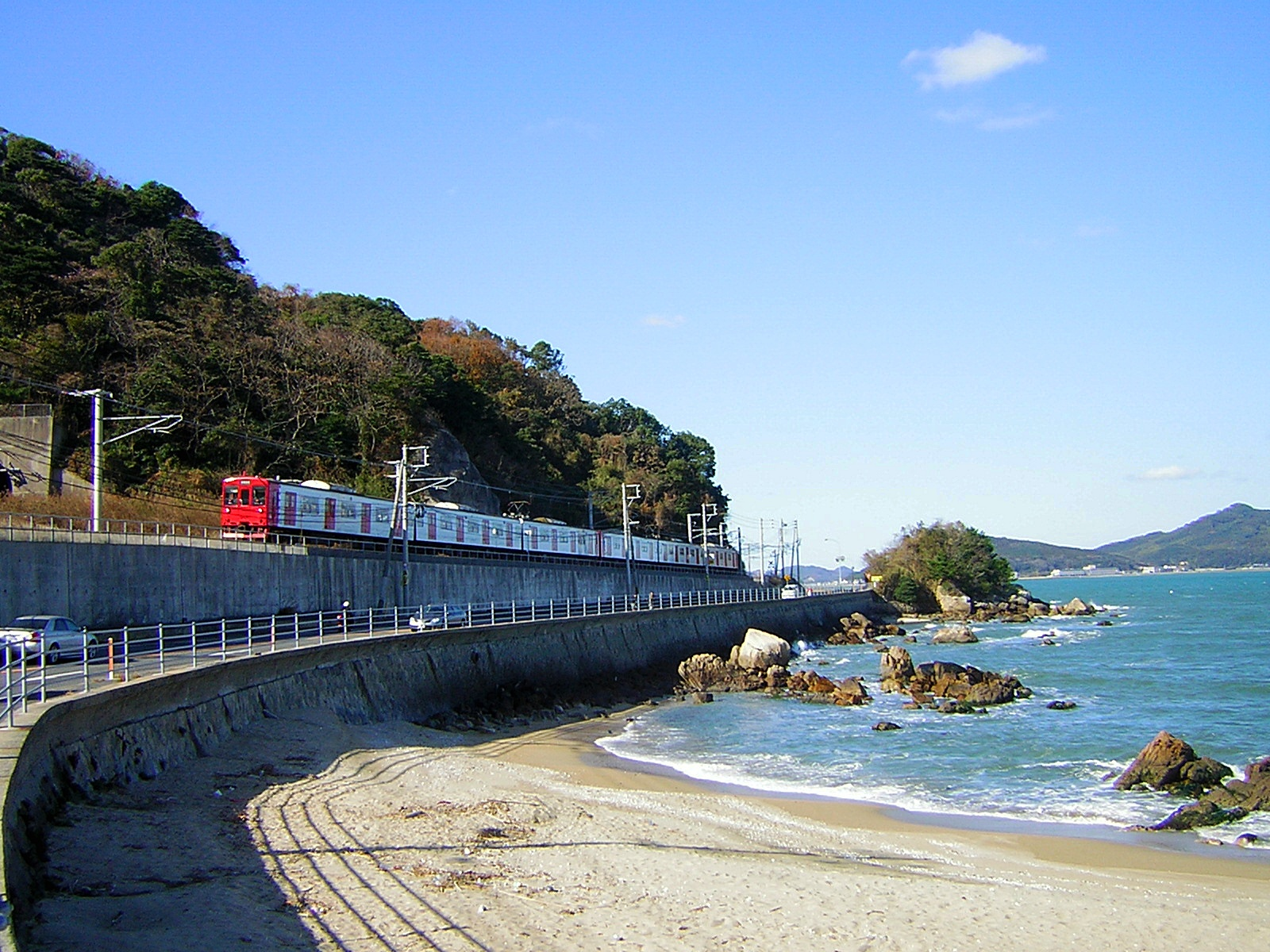
Un treno in un tratto lungo la baia di Hakata

La linea principale Chikuhi (筑肥線線?, Chikuhi-honsen) è una linea ferroviaria suburbana dell'isola del Kyūshū, in Giappone, gestita dalla JR Kyushu, e collega la stazione di Meinohama, a Fukuoka e quella di Imari, nella città omonima, nella prefettura di Saga. Tutti i treni della linea si immettono nella linea Kūkō della metropolitana di Fukuoka a partire dalla stazione di Meinohama, costituendo quindi un sistema treno-metro, tipico di molte metropoli giapponesi.

## Caratteristiche
- Operatori: JR Kyushu
- Lunghezza: 68,3 km
  - Meinohama - Karatsu: 42,6 km
  - Yamamoto - Imari: 25,7 km
- Scartamento: 1067 mm
- Stazioni: 30
- Numero di binari: 
  - Doppio binario: Meinohama - Chikuzen Maehara
  - Binario singolo: tutto il resto del tracciato
- Elettrificazione: 1500 V CC fra Meinohama e Karatsu
- Segnalamento ferroviario: automatico
- Velocità massima: 85 km/h

## Stazioni

### Meinohama - Karatsu/Nishi-Karatsu
●: Il treno ferma; ｜: Il treno non ferma
Servizio rapido: ferma in tutte le stazioni all'interno della linea Kūkō.
| Stazione                                                | Giapponese   | Distanza | Servizio rapido | Servizio rapido | Collegamenti                      | Posizione        | Posizione |
| Stazione                                                | Giapponese   | Distanza | Feriali         | Weekend         | Collegamenti                      | Posizione        | Posizione |
| ------------------------------------------------------- | ------------ | -------- | --------------- | --------------- | --------------------------------- | ---------------- | --------- |
| Linea Chikuhi                                           |              |          |                 |                 |                                   |                  |           |
| I treni continuano fino a Fukuokakūkō sulla linea Kūkō. |              |          |                 |                 |                                   |                  |           |
| Meinohama                                               | 姪浜         | 0.0      | ●               | ●               | linea Kūkō (servizio diretto)     | Nishi-ku Fukuoka | Fukuoka   |
| Shimoyamato                                             | 下山門       | 1.6      | ●               | ｜              |                                   | Nishi-ku Fukuoka | Fukuoka   |
| Imajuku                                                 | 今宿         | 5.2      | ●               | ｜              |                                   | Nishi-ku Fukuoka | Fukuoka   |
| Kyūdai-Gakkentoshi                                      | 九大学研都市 | 6.8      | ●               | ●               |                                   | Nishi-ku Fukuoka | Fukuoka   |
| Susenji                                                 | 周船寺       | 8.1      | ●               | ｜              |                                   | Nishi-ku Fukuoka | Fukuoka   |
| Hatae                                                   | 波多江       | 10.1     | ●               | ｜              |                                   | Itoshima         | Fukuoka   |
| Chikuzen-Maebaru                                        | 筑前前原     | 12.7     | ●               | ●               |                                   | Itoshima         | Fukuoka   |
| Misakigaoka                                             | 美咲が丘     | 14.3     | ｜              | ｜              |                                   | Itoshima         | Fukuoka   |
| Kafuri                                                  | 加布里       | 15.4     | ｜              | ｜              |                                   | Itoshima         | Fukuoka   |
| Ikisan                                                  | 一貴山       | 16.7     | ｜              | ｜              |                                   | Itoshima         | Fukuoka   |
| Chikuzen-Fukae                                          | 筑前深江     | 20.1     | ●               | ●               |                                   | Itoshima         | Fukuoka   |
| Dainyū                                                  | 大入         | 23.3     | ｜              | ｜              |                                   | Itoshima         | Fukuoka   |
| Fukuyoshi                                               | 福吉         | 26.1     | ｜              | ｜              |                                   | Itoshima         | Fukuoka   |
| Shikaka                                                 | 鹿家         | 30.2     | ｜              | ｜              |                                   | Itoshima         | Fukuoka   |
| Hamasaki                                                | 浜崎         | 35.4     | ●               | ●               |                                   | Karatsu          | Saga      |
| Nijinomatsubara                                         | 虹ノ松原     | 37.5     | ｜              | ｜              |                                   | Karatsu          | Saga      |
| Higashi-Karatsu                                         | 東唐津       | 39.3     | ●               | ●               |                                   | Karatsu          | Saga      |
| Watada                                                  | 和多田       | 40.9     | ●               | ●               |                                   | Karatsu          | Saga      |
| Karatsu                                                 | 唐津         | 42.6     | ●               | ●               | Linea Karatsu (per Yamamoto/Saga) | Karatsu          | Saga      |
| Linea Karatsu                                           |              |          |                 |                 |                                   |                  |           |
| Nishi-Karatsu                                           | 西唐津       | 44.8     | ●               | ●               |                                   |                  |           |

### Yamamoto - Imari
| Stazione     | Giapponese | Distanza | Collegamenti                             | Posizione | Posizione |
| ------------ | ---------- | -------- | ---------------------------------------- | --------- | --------- |
| Yamamoto     | 山本       | 0.0      | Linea Karatsu                            | Karatsu   | Saga      |
| Hizen-Kubo   | 肥前久保   | 5.1      |                                          | Karatsu   | Saga      |
| Nishi-Ōchi   | 西相知     | 6.6      |                                          | Karatsu   | Saga      |
| Sari         | 佐里       | 8.2      |                                          | Karatsu   | Saga      |
| Komanaki     | 駒鳴       | 11.0     |                                          | Imari     | Saga      |
| Ōkawano      | 大川野     | 12.9     |                                          | Imari     | Saga      |
| Hizen-Nagano | 肥前長野   | 14.3     |                                          | Imari     | Saga      |
| Momonokawa   | 桃川       | 17.4     |                                          | Imari     | Saga      |
| Kanaishihara | 金石原     | 19.7     |                                          | Imari     | Saga      |
| Kami-Imari   | 上伊万里   | 24.1     |                                          | Imari     | Saga      |
| Imari        | 伊万里     | 25.7     | Ferrovia di Matsuura: Linea Nishi-Kyūshū | Imari     | Saga      |